# Cirsium vulgare
Il cardo asinino (nome scientifico Cirsium vulgare (Savi) Tenore, 1835) è una pianta erbacea biennale angiosperma dicotiledone, abbastanza robusta e caratteristicamente spinosa, appartenente alla famiglia delle Asteraceae.

## Etimologia
Il nome del genere (cirsium) deriva dalla parola greca kirsos = varice; da questa radice deriva poi la denominazione Kirsion, un vocabolo che sembra servisse a identificare una pianta usata per curare questo tipo di malattia. Da kirsion  in tempi moderni il botanico francese Tournefort (1656 - 708) derivò il nome Cirsium dell'attuale genere.

Il nome italiano “cardo” è abbastanza generico in quanto nel linguaggio comune si riferisce a diversi generi e specie di piante. Tra i generi che vengono chiamati direttamente “cardo”, oppure hanno una o più specie che comunemente si chiamano con questo nome citiamo: Carduus, Carduncellus, Carlina, Centaurea, Cnicus, Cynara, Echinops, Galactites, Jurinea, Onopordum, Scolymus, Silybum, Tyrimnus, tutti della famiglia delle Asteraceae. Ma anche in altre famiglie abbiamo dei generi con delle specie che volgarmente vengono chiamate “cardi” : il genere Eryngium della famiglia delle Apiaceae o il genere Dipsacus della famiglia delle Dipsacaceae.

Il binomio scientifico della pianta di questa voce è stato proposto in via definitiva dal botanico italiano Michele Tenore (Napoli, 5 maggio 1780 – Napoli, 19 luglio 1861) nella pubblicazione ” Flora Napolitana, Napoli, 1-5, Stamperia Reale; Napoli, Tipografia del Giornale Enciclopedico; Napoli, Stamperia Francese.”http://www.ortobotaniconapoli.it/paginadimenu.htm del 1835-1838.

L'epiteto specifico (vulgare) significa “comune” e fa riferimento alla sua distribuzione.

## Descrizione

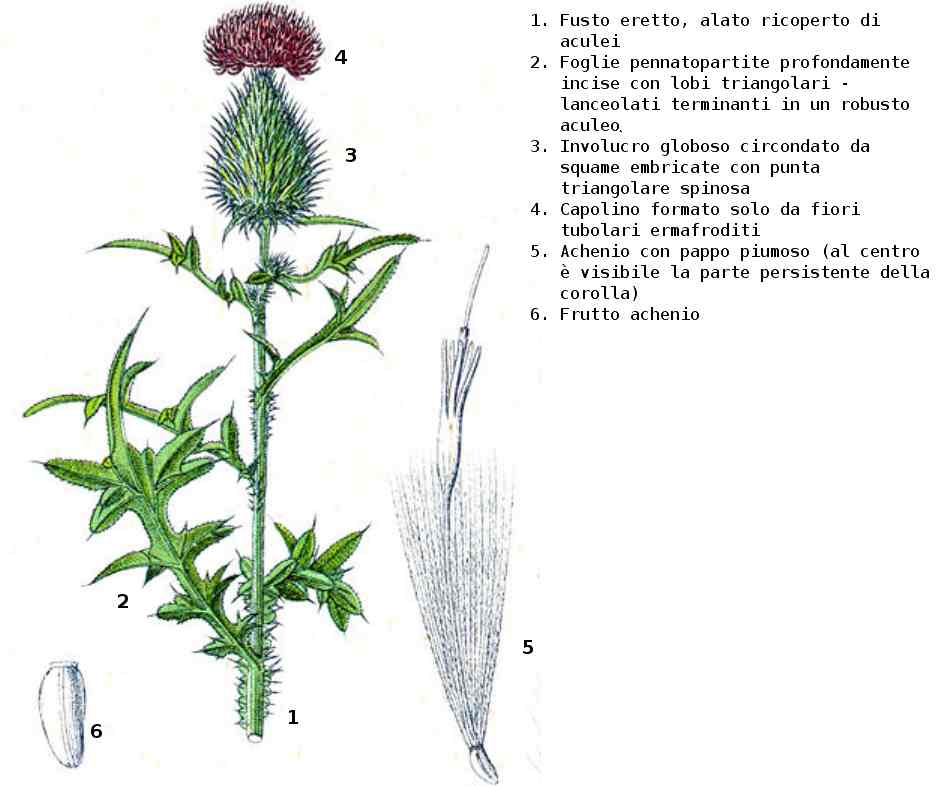
Descrizione delle parti della pianta

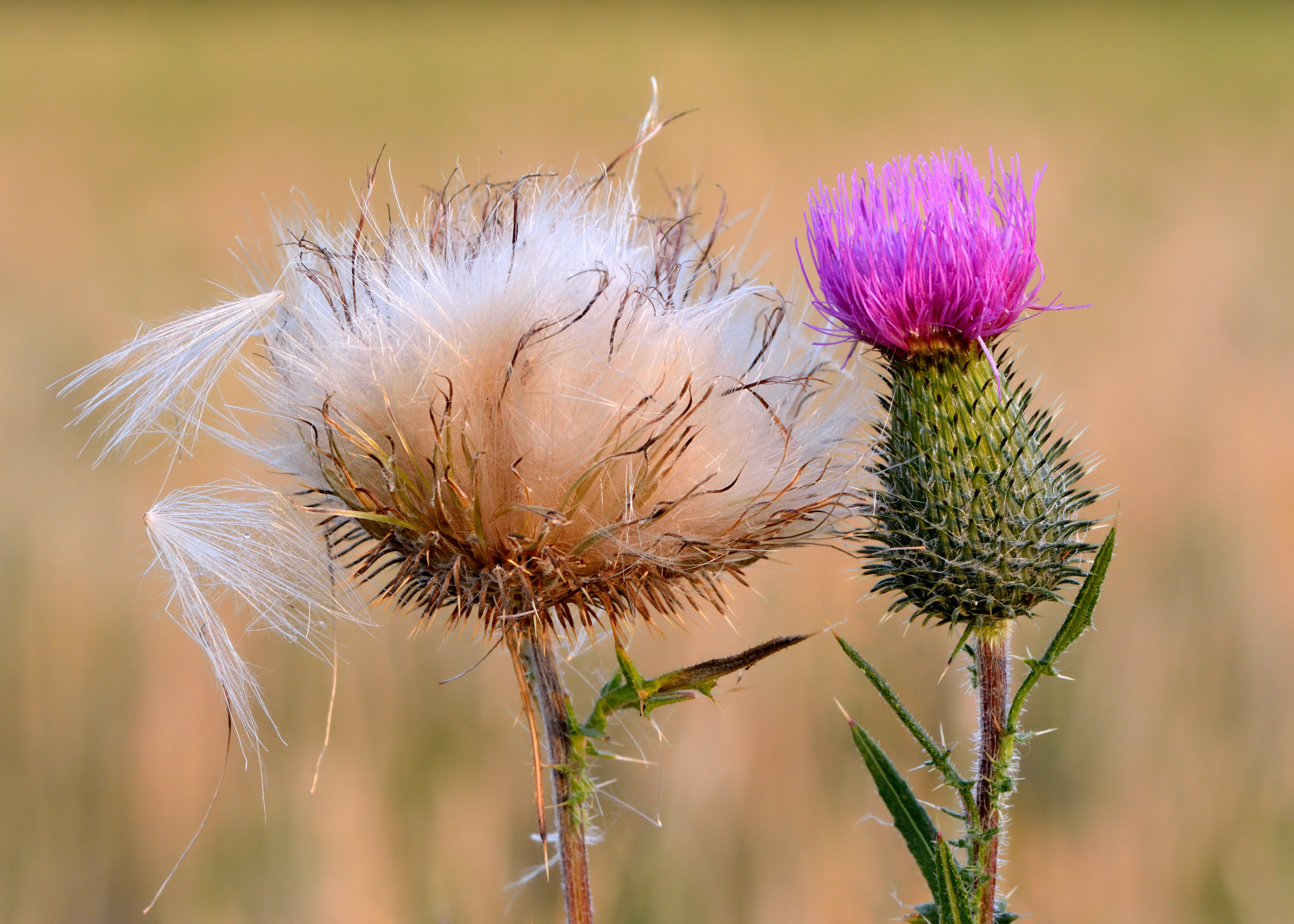

La pianta può raggiungere l'altezza di 1,5 m (ma a volte può superare anche i 2 m fino a 3 m)  normalmente è alta sui 50-70 cm. È pelosa (peli tipo tricomi), molto robusta e pungente. È considerata una pianta arbustiva. La forma biologica della specie è emicriptofita biennale ("H bienn"'); sono piante a ciclo riproduttivo biennale per mezzo di gemme poste al suolo. Nel corso del primo anno presentano solamente una rosetta fogliare mentre nel secondo anno fioriscono completamente. Per questa pianta è possibile anche la forma biologica terofita scaposa (T scap), sono piante erbacee che differiscono dalle altre forme biologiche poiché, essendo annuali, superano la stagione avversa sotto forma di seme e sono munite di asse fiorale eretto e spesso privo di foglie.

### Fusto
Il fusto si presenta con molti steli eretti a rami divaricati e alato a causa dei margini inferiori delle foglie che sono decorrenti (ossia che decorrono lungo il fusto) e dentato-pungenti. Il fusto, pubescente, è completamente ricoperto di aculei patenti e lunghi fino a 3 mm; la sua sezione è angolosa, mentre all'interno contiene del midollo.

### Foglie
Le foglie sono rade e rigide con forme da pennatosette a pennatopartite profondamente incise con segmenti triangolari-lanceolati e distanziati tra loro. Tali segmenti, ineguali, terminano in un aculeo robusto e giallastro. Le foglie basali sono picciolate (con picciolo alato). La disposizione delle foglie superiori lungo il fusto è alterna, sono inoltre sessili e decorrenti per tutto l'internodo. Quelle più distali sono progressivamente più piccole. Le foglie sulla pagina superiore sono verdi e glabrescenti con un fitto strato di fini aculei cornei; su quella inferiore sono fittamente bianco - ragnatelose (quasi tomentose). I peli lungo le venature sono del tipo a tricoma. Dimensione delle foglie: larghezza 7-10 cm (massimo 15 cm); lunghezza 20-30 cm (massimo 40 cm); lunghezza delle spine: 1-1,5 cm

### Infiorescenza
L'infiorescenza è composta da diversi grandi capolini sub - sessili, ovoidi, solitari posti all'apice di peduncoli in formazioni corimbose o panicolate (tipo pannocchia). Non sono presenti le brattee fogliacee. La struttura del capolino è composta da un involucro a forma globosa – piriforme (a forma di fiamma) formato (e circondato) da numerosissime brattee  (10 – 12 ranghi di squame embricate) a forma lineare-lanceolata (quelle interne sono più lineari) e terminanti con una punta triangolare e spinosa (lunga da 2 a 5 mm), riflessa (ripiegata lievemente all'indietro man mano che si procede verso il basso). All'interno dell'involucro è presente il ricettacolo che fa da supporto ai fiori centrali: fiori del disco (quelli periferici, i fiori del raggio, in questo genere di piante è assente). Dimensione totale del capolino: 2-4 cm di diametro. Lunghezza dei peduncoli: 1-6 cm. Dimensione dell'involucro: larghezza 2,5 cm; lunghezza 3 cm.

### Fiori

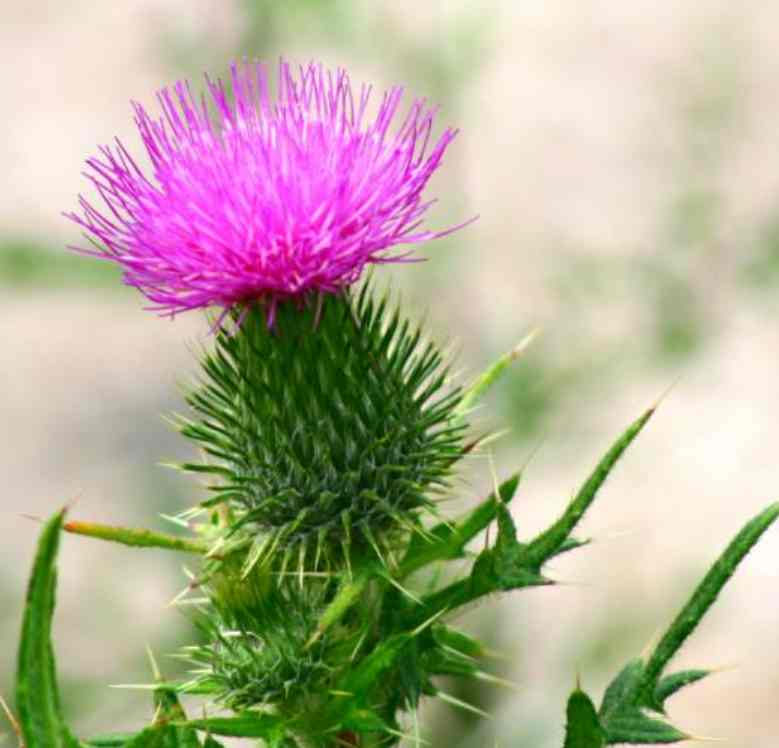
Il fiore

I fiori sono ermafroditi (a volte quelli più periferici sono sterili) e tutti di forma tubulosa (il tipo ligulato, come nella maggioranza delle Asteraceae,  è assente). Possono essere presenti fino a 200 fiori tubulosi per ogni capolino. Sono inoltre tetraciclici (calice – corolla – androceo – gineceo) e pentameri.
- Formula fiorale:

- /x K {\displaystyle \infty }, [C (5), A (5)], G 2 (infero), achenio

- Calice: i sepali del calice sono ridotti al minimo.
- Corolla: la corolla è di colore rosso – porpora o violetta; ha la forma tubolare con 5 - 7 stretti lobi. Dimensione del tubo corollino: 20-23 mm.
- Androceo: gli stami sono 5 e sporgono dalla corolla, mentre i filamenti staminali sono liberi e papillosi.
- Gineceo: i carpelli sono 2 e formano un ovario infero uni - loculare; lo stilo è unico con stimma bifido.
- Fioritura: fiorisce da giugno a ottobre.

### Frutti

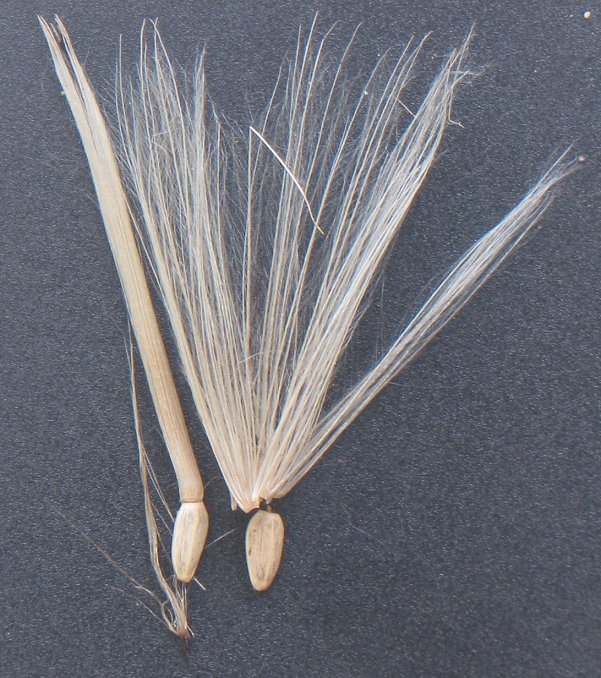
Il pappo

Il frutto è un achenio di 3,5-5 mm di colore marrone chiaro con striature più scure e un collare apicale, con un pappo bianco piumoso-setoloso di circa 2-3 cm. Il pappo ha la funzione di aiutare la dispersione del seme portato quindi dal vento. Un individuo adulto ha la capacità di produrre decine di migliaia di semi. Studi fatti indicano che la maggior parte delle sementi ricadono entro un metro dalla pianta madre, ma almeno il 10%  possono arrivare anche a 300 metri distanti anche con vento debole.

## Biologia
- Impollinazione: l'impollinazione avviene tramite insetti (impollinazione entomogama) o eventualmente ad opera del vento (impollinazione anemogama). Tra gli insetti si possono citare le farfalle e soprattutto le api: queste piante sono delle buone mellifere.
- Riproduzione: la fecondazione avviene fondamentalmente tramite l'impollinazione dei fiori (vedi sopra).
- Dispersione: i semi cadendo a terra (dopo essere stati trasportati per alcuni metri dal vento per merito del pappo – disseminazione anemocora) sono successivamente dispersi soprattutto da insetti tipo formiche (disseminazione mirmecoria).

## Distribuzione e habitat

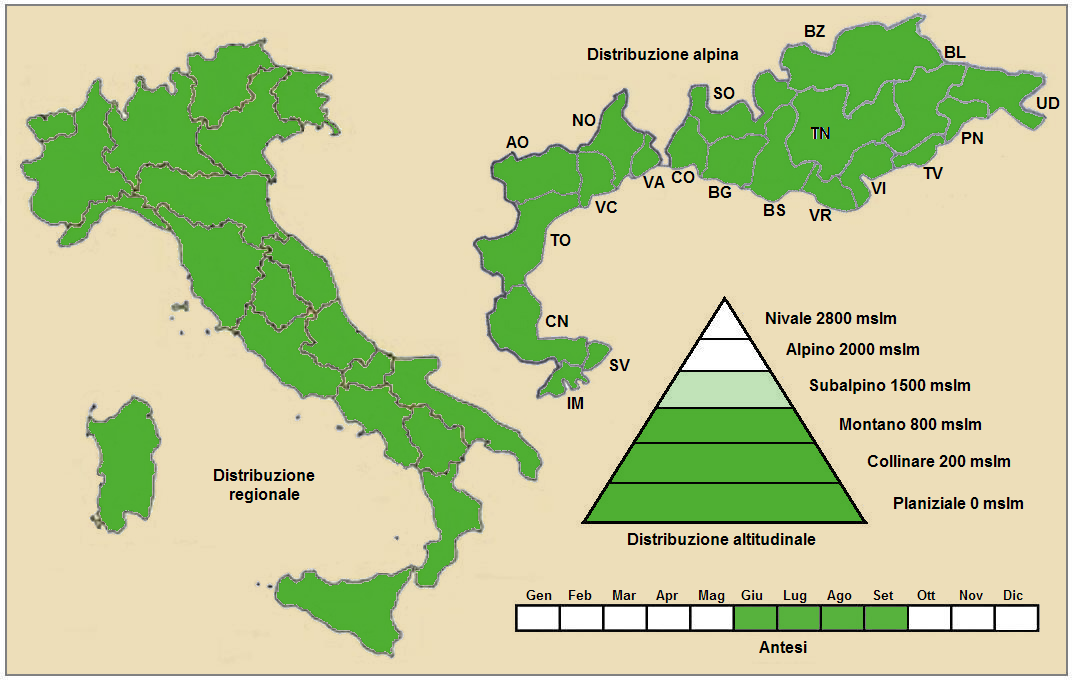
Distribuzione della pianta (Distribuzione regionale – Distribuzione alpina)

- Geoelemento: il tipo corologico è “Paleotemperato”; e  “Euroasiatico” in senso lato in quanto è una specie che è ricomparsa anche nel Nord dell'Africa. Può ormai considerarsi “Subcosmopolita”.
- Distribuzione: questa specie è diffusa in Europa, in Asia occidentale e nell'America. In Italia è comune sia in pianura che nelle Alpi e negli Appennini. Sugli altri rilievi europei si trova ovunque a parte nelle Alpi Dinariche.
- Habitat: questa pianta si può trovare tra le macerie (ambienti ruderali) e luoghi incolti, ai margini dei sentieri e fossati o nei terreni disboscati e nelle praterie. Il substrato preferito è calcareo ma anche siliceo con pH neutro, alti valori nutrizionali del terreno che deve essere mediamente umido.[18]
- Distribuzione altitudinale: dal piano fino a 1.700 m s.l.m.; frequenta quindi i piani vegetazionali montano e collinare oltre a quello planiziale (a livello del mare).

### Fitosociologia
Dal punto di vista fitosociologico alpino Cirsium vulgare appartiene alla seguente comunità vegetale:
Formazione: delle comunità perenni nitrofile
Classe: Artemisietea vulgaris
In generale il C. vulgare è una specie euriecia (specie con un ampio grado di adattabilità) frequente su suoli alluvionali umidi. Le seguenti comunità vegetali rappresentano gli habitat più naturali per questa specie:
- POPULETALIA ALBAE Br.-Bl. ex Tchou, 1948[19] (nei margini della vegetazione).
- NERIO-TAMARICETEA Br.-Bl. & O. Bolòs, 1958[20] (in ambienti e areali mediterranei).
- ARTEMISIETEA Lohmeyer, Preising & Tüxen ex Von Rochow, 1951[21] (in aree sinantropiche, ai margini di colture irrigue, cunette stradali e altro).
- GALLIO-URTICETEA Passage ex Kopecky, 1969[22] (in aree sinantropiche, ai margini di colture irrigue, cunette stradali e altro).

## Tassonomia
La famiglia di appartenenza di questa voce (Asteraceae o Compositae, nomen conservandum) probabilmente originaria del Sud America, è la più numerosa del mondo vegetale, comprende oltre 23.000 specie distribuite su 1.535 generi, oppure 22.750 specie e 1.530 generi secondo altre fonti (una delle checklist più aggiornata elenca fino a 1.679 generi). La famiglia attualmente (2021) è divisa in 16 sottofamiglie.
Cardueae è una delle 4 tribù della sottofamiglia Carduoideae. La tribù Cardueae a sua volta è suddivisa in 12 sottotribù (la sottotribù Carduinae è una di queste). Il genere Cirsium elenca 435 specie con una distribuzione cosmopolita, 35 delle quali sono presenti spontaneamente sul territorio italiano.

### Filogenesi
Il genere di questa voce è inserito nel gruppo tassonomico della sottotribù Carduinae. In precedenza provvisoriamente era inserito nel gruppo tassonomico informale "Carduus-Cirsium Group". La posizione filogenetica di questo gruppo nell'ambito della sottotribù è abbastanza vicina al "core" della sottotribù (con il genere Carduus forma un "gruppo fratello") e dalle analisi molecolari è stato calcolato in 7,2 milioni di anni fa la separazione di questo genere dal resto del gruppo (è stato l'ultimo a separarsi).

Il genere Cirsium spesso viene botanicamente “confuso” con altri generi come quello del Carduus o Cnicus (e di altri ancora). Le specie del primo genere ad esempio sono molto simili a quelle del Cirsium, anche se una certa distinzione è possibile servendosi dell'aspetto del pappo (in Cirsium è formato da setole piumose; mentre in Carduus è composto da pagliette denticolate scabre).

Il problema della classificazione di queste piante è appesantito inoltre dell'alto grado di fecondazione intraspecifica della specie (basta vedere l'elenco degli ibridi di questo paragrafo). Anche se in alcuni ibridi la fertilità è ridotta, in altri è notevolmente sviluppata indicando la mancanza delle normali barriere intraspecifiche; si crea così un buon potenziale per l'emergere di nuove combinazioni di caratteri. In effetti più di qualche ibrido può non essere riconosciuto come tale e trattato come variante o addirittura come taxa autonomo.

Il numero cromosomico di C. vulgare è: 2n = 68 e 102.

Il basionimo per questa specie è: Carduus vulgaris Savi, 1798.
I caratteri distintivi di questa specie nell'ambito del genere sono:
- la corolla è colorata di rosso-purpureo;
- la faccia superiore delle foglie è ricoperta da spinule cornee lunghe 1 - 1,5 mm;
- i fusti sono alati.

Questi caratteri sono condivisi con la seguente specie (sono indicati alcuni caratteri distintivi della specie):
- Cirsium italicum (Savi) DC. - Cardo italico: ha i capolini più piccoli ed inoltre ha delle foglie bratteali molto lunghe, mentre le squame sono carenate con un callo dorsale di colore brunastro. Si trova al centro e al sud dell'Italia (al nord è raro).

### Variabilità
Nell'elenco seguente sono indicate le sottospecie riconosciute valide per il C. vulgare:

- Cirsium vulgare subsp. crinitum (Boiss) Arènes, 1948: ha i capolini più grossi; le brattee inferiori dell'involucro sono vistosamente patenti. Distribuzione: Penisola Iberica e Francia (per alcune checklist è presente anche in Italia)
- Cirsium vulgare subsp. sylvaticum (Tausch) Arènes & Dostal, 1948: la pagina inferiore delle foglie è molto tomentosa; l'involucro è subsferico. Questa sottospecie è indicata da Sandro Pignatti molto rara e misconosciuta; attualmente le checklist della flora spontanea italiana non la indicano più presente in Italia (oppure viene indicata come sinonimo della specie principale). Distribuzione: Francia, parte centro-nord della Penisola Balcanica, Algeria (per alcune checklis è presente anche in Italia)
- Cirsium vulgare subsp. vulgare : (è la varietà presente in Italia) ha le foglie con la pagina inferiore più o meno pelosa, ma di colore verde; il frutto è lievemente più grande e l'involucro è di forma ovoide.
- Cirsium vulgare var. litorale P.D.Sell, 2006 - Distribuzione: Gran Bretagna.

In altre parti dell'Italia (specialmente meridionale) sono state segnalate diverse varietà o specie; taxon che attualmente sono tutti considerati sinonimi di C. vulgare:
- Cirsium dubium Lojac.
- Cirsium firmum Arcang.
- Cirsium lucanicum Lojac.
- Cirsium misilmerense Ces. P. & Gib.

### Ibridi
Nell'elenco seguente sono indicati alcuni ibridi intraspecifici:

- Cirsium x aragonense Sennen, 1912 – Ibrido con Cirsium odontolepis
- Cirsium x bipontinum  (F.W. Schultz) F.W. Schultz, 1842 – Ibrido con Cirsium oleraceum
- Cirsium x breunium Gollet & Huter, 1896 – Ibrido con Cisrium heterophyllum
- Cirsium x csepeliense Borbàs, 1878 – Ibrido con: Cirsium arvense
- Cirsium x grandiflorum Kittel, 1844 – Ibrido con Cirsium eriophorum
- Cirsium x heuseri Uechtr.  - Ibrido con Cirsium canum
- Cirsium x narbonense Rouy, 1900 – Ibrido con Cirsium echinatum
- Cirsium x reyi Rouy, 1904 – Ibrido con Cirsium ferox
- Cirsium x sabaudum Loehr, 1852 – Ibrido con Cirsium acaule
- Cirsium x subspinuligerum Peterm., 1849 – Ibrido con Cirsium palustre
- Carduocirsium parisiense  (P. Fourn.) P. Fourn., 1940 – Ibrido con Carduus nutans

### Sinonimi
Le difficoltà di classificazione del “Cardo asinino” nel tempo ha generato un considerevole numero di sinonimi. Nel box di approfondimento sono elencati alcuni.
Sinonimi
- Ascalea lancelata Hll
- Carduus divaricatus
- Carduus firmus Steud
- Carduus lanceatum Hill (1772)
- Carduus lanceolatus L. (1753)
- Carduus lanceolatus var. lanceolatus
- Carduus nemoralis (Reichenb.) E.H.L. Krause (1906)
- Carduus vulgaris Savi (1798)
- Chamaepeuce firma DC.
- Cirsium abyssinicum Sch.Bip. ex A.Rich.
- Cirsium alpestrivagum Gandoger (1884)
- Cirsium auriculatum Camus ex Beleze
- Cirsium balearicum Willk. (1886) (sinonimo della sottospecie crinitum)
- Cirsium britannicum Scop.
- Cirsium crinitum Boiss. ex DC. (1838) (sinonimo della sottospecie crinitum)
- Cirsium dubium Lojac. (sinonimo della sottospecie vulgare)
- Cirsium firmum Arcang. (sinonimo della sottospecie vulgare)
- Cirsium fraternum DC.
- Cirsium lanceolatum Scopoli (1772), non Hill (1768)
- Cirsium lanceolatum subsp. crinitum (Boiss. ex DC.) Bonnier & Layens (1894) (sinonimo della sottospecie crinitum)
- Cirsium lanceolatum subsp. hypoleucum (DC.) Beger in Hegi (1928)
- Cirsium lanceolatum subsp. savianum Arènes (1947)
- Cirsium lanceolatum subsp. silvaticum (Tausch) Vollmann (1914)
- Cirsium lanceolatum subsp. sylvaticum (Tausch) Arenes
- Cirsium lanceolatum subsp. sylvaticum var. album N.Coleman
- Cirsium lanceolatum var. abyssinicum Sch. Bip. ex A.Rich
- Cirsium lanceolatum var. brevilobum Rouy (1904)
- Cirsium lanceolatum var. catalonicum Willk. & Costa ex Lange in Willk. & Lange (1865) (sinonimo della sottospecie crinitum)
- Cirsium lanceolatum var. discolor Neilr. (1850)
- Cirsium lanceolatum var. horridulum Lamotte (1881)
- Cirsium lanceolatum var. hypoleucum DC. (1838)
- Cirsium lanceolatum var. lanatum Cariot in Cariot & St-Lager (1889)
- Cirsium lanceolatum var. lanceolatum
- Cirsium lanceolatum var. latilobum Rouy (1904)
- Cirsium lanceolatum var. longispinosum Todaro ex Rouy (1905)
- Cirsium lanceolatum var. nemorale (Reichenb.) Peterm. (1838)
- Cirsium lanceolatum var. ramosissimum Cariot in Cariot & St-Lager (1889)
- Cirsium lanceolatum var. rhipaheum Pau & Font Quer
- Cirsium lanceolatum var. stenocephalum Rouy (1904) (sinonimo della sottospecie crinitum)
- Cirsium lanceolatum var. virens (Timb.-Lagr.) Rouy (1905)
- Cirsium lanigerum Nägeli
- Cirsium laushanense Yabe (1918)
- Cirsium leucanicum Lojac. (sinonimo della sottospecie vulgare)
- Cirsium longespinosum Tod. ex Nyman
- Cirsium lucanicum Lojac. (sinonimo della sottospecie vulgare)
- Cirsium linkii Nyman (1855)
- Cirsium microcephalum sensu Lange, non Moris
- Cirsium mielichhoferi Saut.
- Cirsium misilmerense Ces. P. & Gib. (sinonimo della sottospecie vulgare)
- Cirsium nemorale Reichenb. (1831) (sinonimo della sottospecie sylvaticum)
- Cirsium parietinum Gandoger (1875)
- Cirsium rosanii Ten. (1830)
- Cirsium silvaticum Tausch (1829)
- Cirsium spurium Delastre
- Cirsium strigosum (Hoffmanns. & Link) Cout. (1939)
- Cirsium viciosoi Sennen (1912)
- Cirsium virens Timb.-Lagr. (1864)
- Cirsium vulgare (Savi) Airy Shaw
- Cirsium vulgare subsp. savianum
- Cirsium vulgare subsp. silvaticum (Tausch) Dostal
- Cirsium vulgare var. nemorale (Rchb.) Tzvelev
- Cirsium vulgare var. vulgare
- Cirsium vulgare fo. erdneri Soo
- Cirsium vulgare fo. vulgare
- Cirsium willkommianum Sennen, non Porta ex Willk. (1886)
- Cnicus firmus J.Presl & C.Presl (sinonimo della sottospecie crinitum)
- Cnicus lanceolatus (L.) Roth (1788)
- Cnicus lanceolatus var. abyssinicus (Sch.Bip. ex A.Rich.) Vatke
- Cnicus lanceolatus var. lanceolatus
- Cnicus lanceolatus var. vulgare
- Cnicus misilmerensis
- Cnicus strigosus Hoffmanns. & Link (1820)
- Cynara lanceata Stokes
- Eriolepis lanceolata (L.) Cass.
- Lophiolepis dubia Cass.

## Usi

### Farmacia
Per la medicina popolare questa pianta ha le seguenti proprietà medicamentose:
- antiemorroidale (attenua i dolori dovuti al prolasso della mucosa del retto);
- antireumatica (attenua i dolori dovuti all'infiammazione delle articolazioni);
- cataplasmatica (medicamento pastoso per usi esterni con capacità emolliente).

Le parti usate sono soprattutto le foglie sotto forma di un impiastro.

### Cucina
In alcune zone vengono usate per scopi alimentari i fiori, le foglie e le radici. Il capolino cotto ha un gusto che ricorda un po' il carciofo. Le radici in genere sono utilizzate insieme ad altre verdure, oppure essiccate per la conservazione. Le radici sono ricche di amido inulina per cui l'utilizzo è in parte sconsigliato. I giovani steli possono essere mangiati cotti dopo un bagno di 24 ore nell'acqua salata, ma vanno privati dalle spine.

### Industria
Dalla pianta si può ricavare della carta (ottenuta da una fibra interna del fusto) e dell'olio (ottenuto dai semi).

## Altre notizie
- Il Cardo vulgare in altre lingue viene chiamata nei seguenti modi:

- (DE)  Gewöhnliche Kratzdistel
- (FR)  Cirse vulgaire
- (EN)  Spear Thistle

- Negli Stati Uniti in più di qualche pubblicazione, questa pianta, viene considerata “erbaccia invasiva” che facilmente forma densi boschetti soppiantando altri tipi di vegetazione più utili come il foraggio dei pascoli; inoltre non è gradita al bestiame e risulta sgradevole anche alla fauna selvatica come cervi e alci (questo a causa della spinosità della pianta). Inoltre la presenza di queste specie nel fieno diminuisce il suo valore di alimentazione e riduce il prezzo di mercato. La pianta non è nativa dell'America e si pensa sia stata introdotta durante il periodo coloniale negli Stati Uniti verso la fine del 1800 come contaminante di sementi varie.
- Il cardo è il simbolo della Scozia.

## Galleria d'immagini

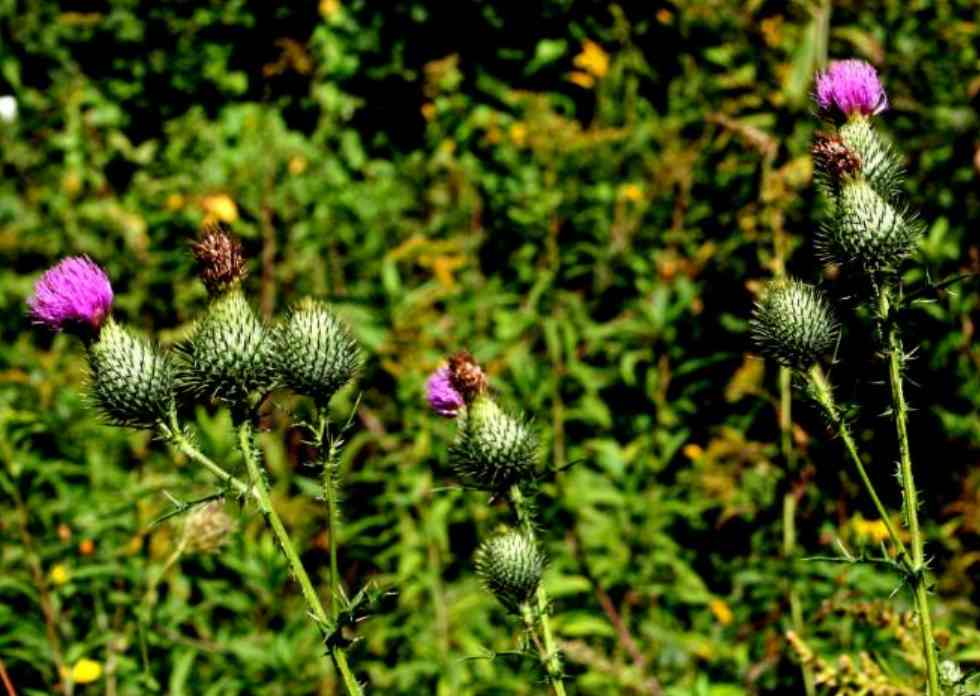
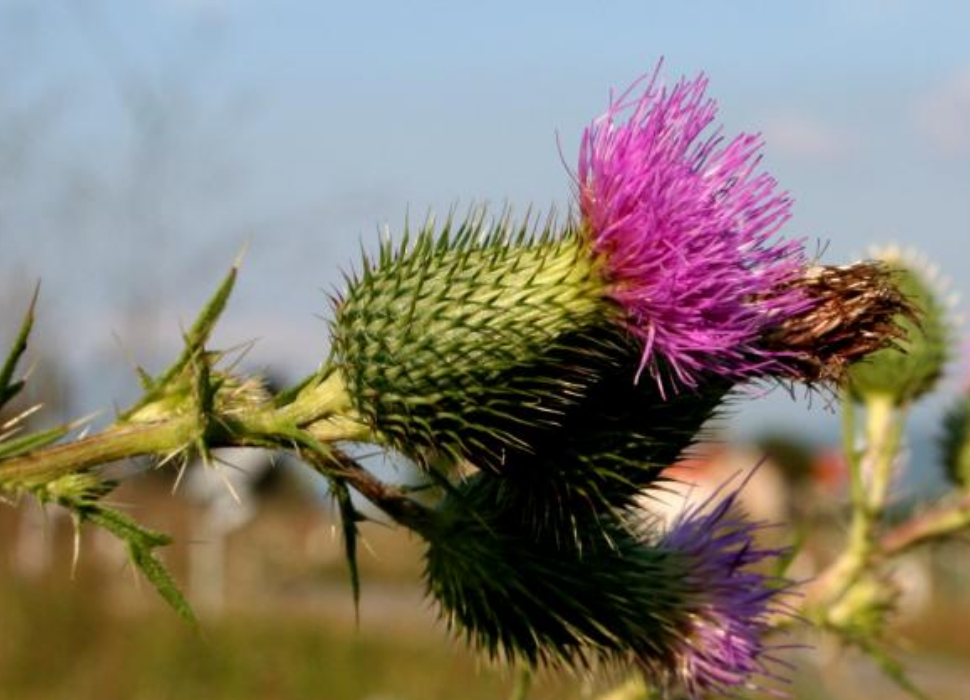
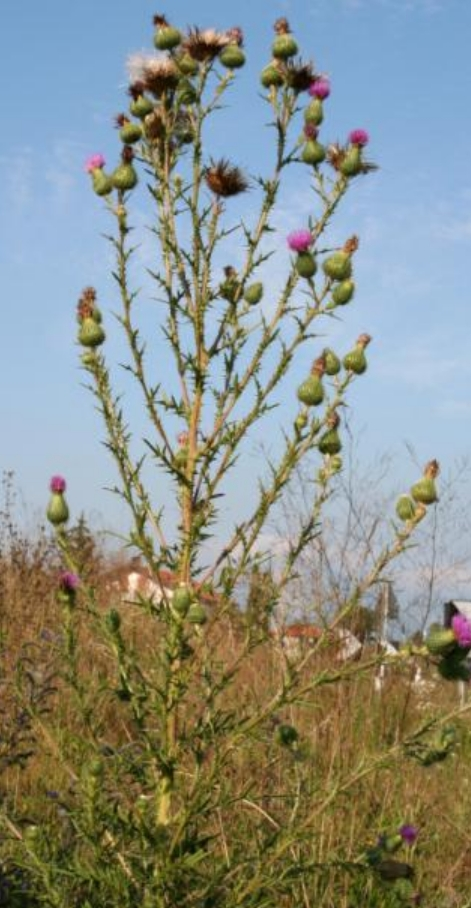
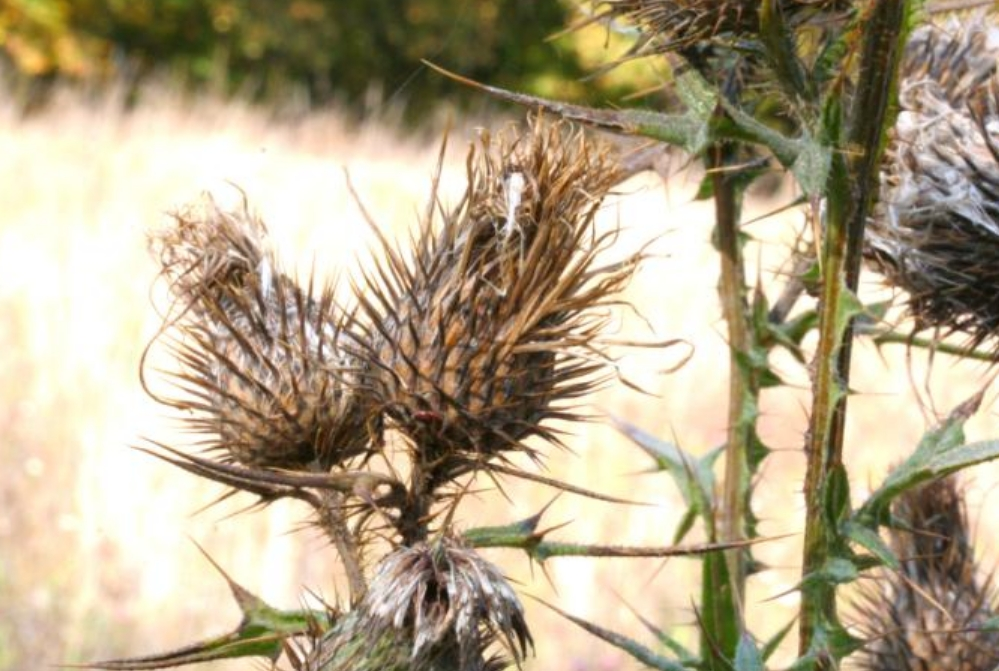
Parte persistente del fiore